# Hibonita
La hibonita és un mineral de la classe dels òxids, que pertany i dona nom al subgrup de la hibonita. S'anomena així per Paul Hibon, un prospector francès de Madagascar, el qual va descobrir el mineral el juny de 1953. Hibon va enviar algunes mostres a Jean Behier, que va veure que es tractava d'un nou mineral i li va posar el nom de hibonita. Es troba estretament relacionada amb la hibonita-(Fe).

## Classificació
Segons la classificació de Nickel-Strunz, la hibonita pertany a «04.CC: Òxids amb relació Metall:Oxigen = 2:3, 3:5, i similars, amb cations de mida mitjana i gran» juntament amb els següents minerals: cromobismita, freudenbergita, grossita, clormayenita, yafsoanita, lueshita, natroniobita, perovskita, barioperovskita, lakargiïta, megawita, loparita-(Ce), macedonita, tausonita, isolueshita, crichtonita, davidita-(Ce), davidita-(La), davidita-(Y), landauita, lindsleyita, loveringita, mathiasita, senaita, dessauita-(Y), cleusonita, gramaccioliïta-(Y), diaoyudaoita, hawthorneita, magnetoplumbita, lindqvistita, latrappita, plumboferrita, yimengita, haggertyita, nežilovita, batiferrita, barioferrita, jeppeita, zenzenita i mengxianminita.

## Característiques
La hibonita és un òxid de fórmula química (Ca,Ce)Al₁₂O19. Cristal·litza en el sistema hexagonal. La seva duresa a l'escala de Mohs és 7,5 a 8. En la localitat tipus forma cristalls de fins a 4 cm, d'hàbit prismàtic hexagonal i de color negre.

## Formació i jaciments
En la seva localitat tipus va ser descrita en dipòsits al·luvials a prop de skarns que contenien torianita. També s'ha descrit en calcàries, piroxenites i gneissos de les fàcies amfibolita a granulita. Ha estat descrita a tots els continents del món, inclosa l'Antàrtida, on s'ha descrit en un meteorit. És un mineral accessòri molt freqüent en ambients rics en calci i alumini i en algunes condrites carbonatades. Se sol trobar associat a altres minerals com ara la plagiòclasi càlcica, corindó, espinel·la, torianita, titanita, anortita, grossulària, zoïsita, clinozoïsita, vesuvianita, hercinita, andalusita, cianita, diòpsid, rútil o magnetita.